# Röhrchentasche

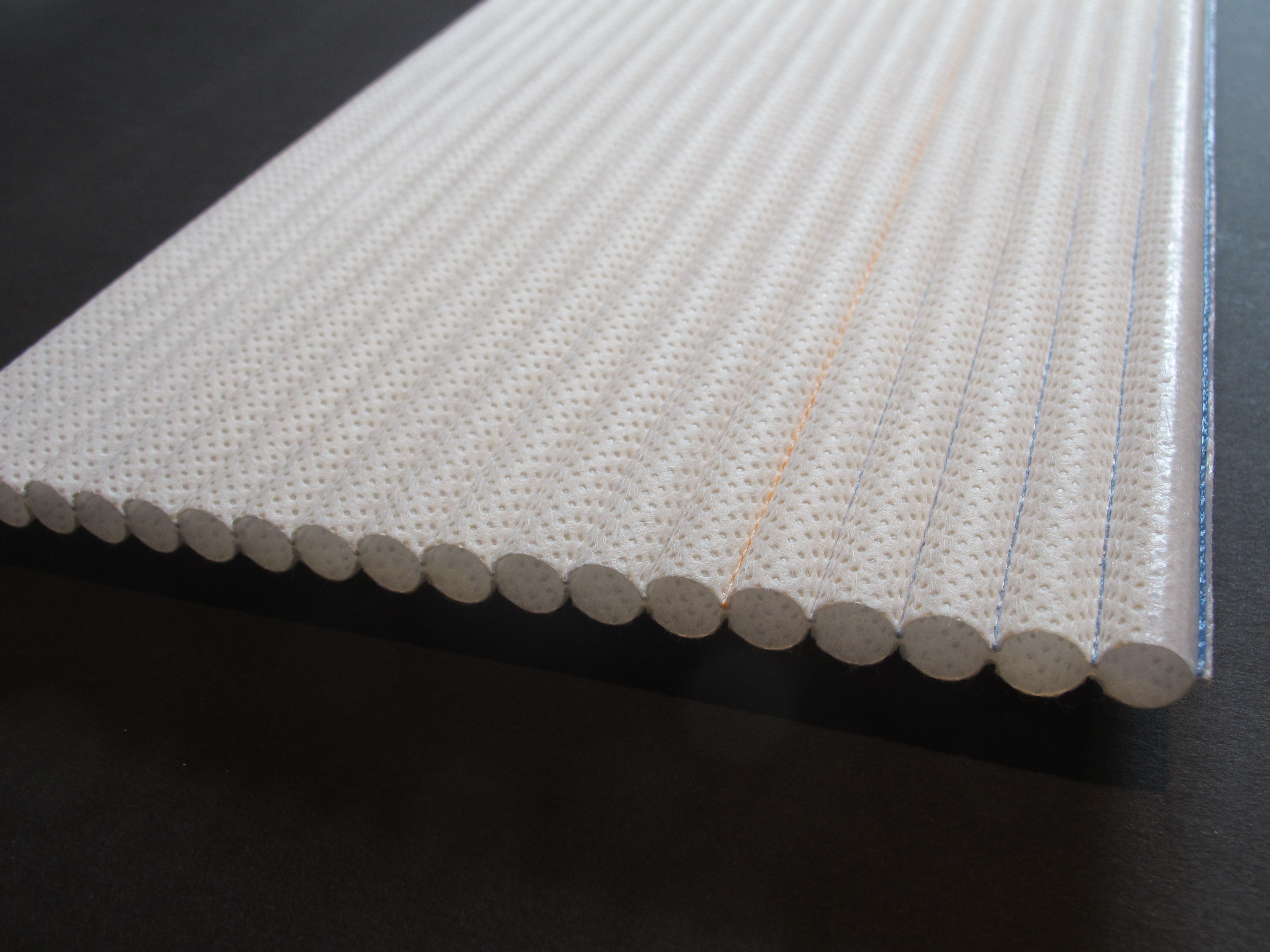
Ungewebte Röhrchentasche mit Seitenschutz aus Schmelzkleber (19 Röhrchen)

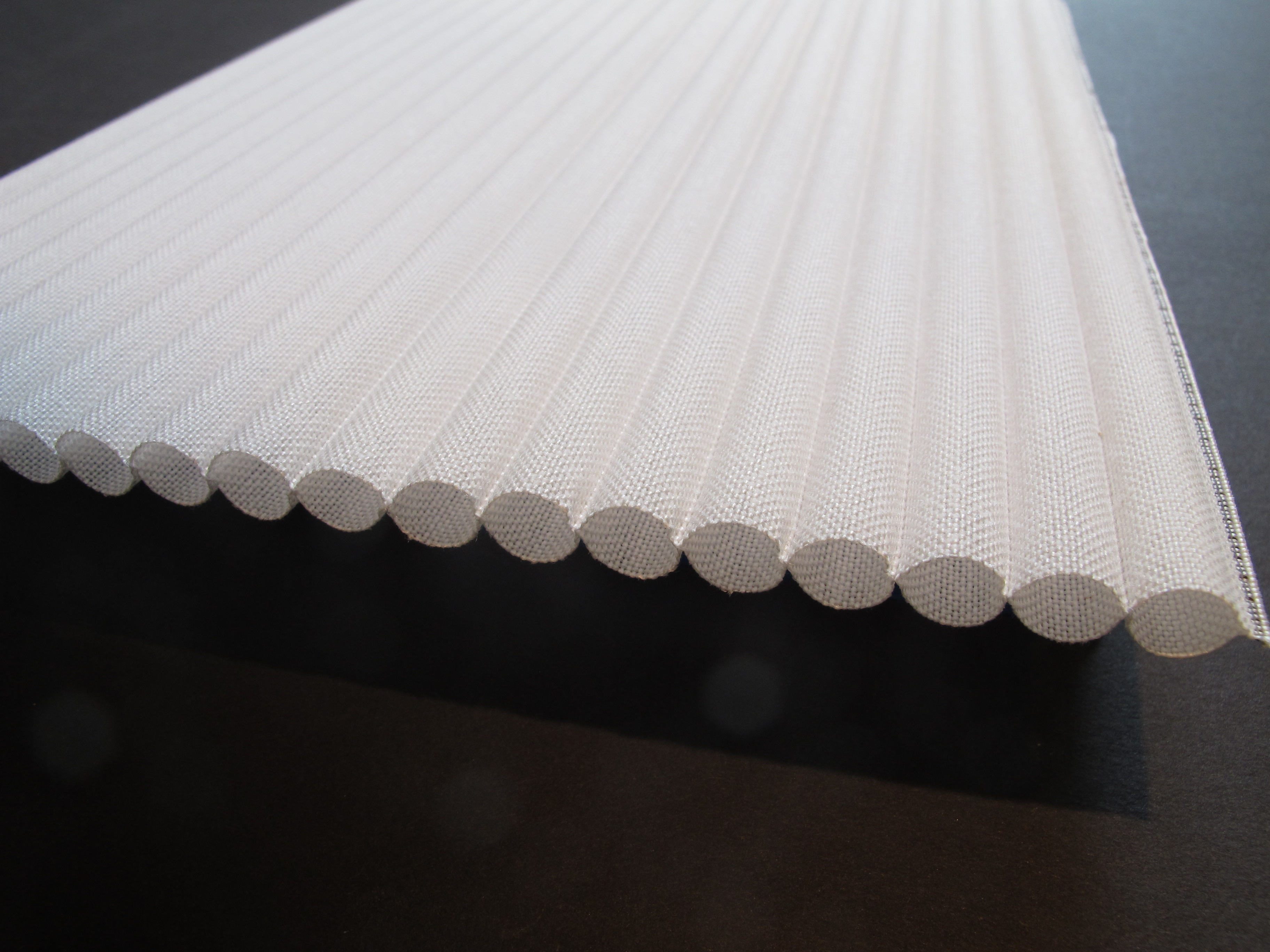
Gewebte Röhrchentasche (19 Röhrchen)

Die Röhrchentasche ist eine spezielle Form eines Separators für elektrochemische Elemente wie elektrolytische und galvanische Zellen. Sie finden Verwendung in industriellen Bleiakkumulatoren wie Traktionsbatterien und dienen dort als Behälter für Bleidioxid (PbO2), welches das aktive Grundmaterial für die positiven Elektroden bildet.

## Aufbau
Röhrchentaschen bestehen aus einer Anzahl von tangential miteinander verbundenen runden Röhrchen aus Polyestervlies oder Polyestergewebe, die auf beiden Seiten offen sind. Die Anzahl der Röhrchen, die Länge sowie der Durchmesser können, je nach Batterietyp, in dem sie verwendet werden, unterschiedlich sein.

## Herstellung
Die Röhrchentaschen werden in zwei Varianten hergestellt:
1. aus gewebten, mit Acrylharz imprägnierten Polyesterbahnen
2. aus ungewebtem, mit Acrylharz imprägniertem Polyestervlies

Bei der Herstellung aus ungewebtem Polyestervlies werden zunächst zwei Lagen der gewünschten Breite übereinander gelegt und durch mehrfache parallele Nähte miteinander verbunden. Die Röhrchenform ergibt sich durch Hindurchdrücken von runden Metallstangen zwischen den zwei Lagen bei erhöhten Temperaturen. Durch das Harz im Vlies wird die runde Form nach dem Abkühlen beibehalten. Die Taschen werden mittels eines Glühdrahtes auf die gewünschte Länge abgeschnitten.
Für gewebte Röhrchentaschen werden die zwei Lagen bereits in der Weberei mit den passenden Abständen zusammengewebt. Die Röhrchenform ergibt sich dann genauso wie bei den ungewebten Kollegen.

## Anwendung
Die mit Röhrchentaschen hergestellten positiven Elektroden werden auch als Röhrchenplatten bezeichnet. Der Vorteil der heutzutage vorwiegend verwendeten Röhrchenplatten gegenüber den früher verwendeten flachen Platten ist die größere Oberfläche der Platten, wodurch es möglich wird, Batterien mit größerer Kapazität herzustellen.
Röhrchentaschen können zur Verbesserung der positiven Röhrchenplatten gegen Kurzschlüsse mit einer Schutzschicht auf der Hälfte der beiden äußeren Röhrchen versehen werden. Dies geschieht entweder durch Auftragen eines Schmelzklebers oder im Fall der gewebten Taschen alternativ durch eine erhöhte Webdichte (größere Anzahl an Fäden pro Zentimeter).